# Turó de Ca n'Ordis
El Turó de Ca n'Ordis és una muntanya de 272 metres que es troba al municipi de Porqueres, a la comarca catalana del Pla de l'Estany.